# Монтійєр-сюр-Орн
Монтійєр-сюр-Орн (фр. Montillières-sur-Orne) — муніципалітет у Франції, у регіоні Нижня Нормандія, департамент Кальвадос. Монтійєр-сюр-Орн утворено 1 січня 2019 року шляхом злиття муніципалітетів Гупійєр i Труа-Мон. Адміністративним центром муніципалітету є Труа-Мон. Населення — 566 осіб (01.01.2021).